# Piadena (stacja kolejowa)
Piadena (włoski: Stazione di Piadena) – stacja kolejowa w Piadenie, w regionie Lombardia, we Włoszech. Znajdują się tu 3 perony.